# Хит, Лиам
Лиам Хит (англ. Liam Heath, род. 17 августа 1984 года, Гилфорд, Суррей) — британский гребец-байдарочник, спринтер, выступающий за сборную Великобритании с 2009 года. Олимпийский чемпион 2016 года, чемпион Европы, многократный призёр мировых и национальных первенств.

## Биография
Лиам Хит родился 17 августа 1984 года в городе Гилфорд, графство Суррей. Активно заниматься греблей начал уже в десятилетнем возрасте, показывал неплохие результаты на юниорском уровне, однако во взрослую сборную пробиться не мог, поэтому вскоре принял решение оставить спорт и посвятить себя учёбе в университете Лафборо. В 2009 году вернулся к гребле на байдарках, съездил на предсезонные сборы с национальной сборной и вскоре закрепился в составе, получив возможность принимать участие в крупнейших международных стартах.
В 2010 году на чемпионате Европы в испанской Тразоне выиграл золото с двухместной байдаркой на дистанции 200 м, тогда как на мировом первенстве в Познани взял сразу две медали: бронзовую в классической двухсотметровой гонке и серебряную в эстафете на одиночных байдарках 4×200 м. Одновременно с этим пришли и первые победы на этапах Кубка мира, так, в дебютном для себя сезоне Хит трижды стоял на пьедестале почёта, в том числе два раза на высшей ступени. В следующем году защитил звание чемпиона Европы на соревнованиях в Белграде и выиграл серебряную медаль на чемпионате мира в венгерском Сегеде. Сезон 2012 года получился не менее удачным — третье подряд золото европейского достоинства, четыре серебряные медали с Кубка мира.
Благодаря череде удачных выступлений Лиам Хит удостоился права защищать честь страны на ХХХ летних Олимпийских играх в Лондоне, где в паре с Джонатаном Скофилдом впоследствии завоевал бронзу, финишировав третьим на своей коронной дистанции в двести метров. В свободное время увлекается искусством и дизайном.